# I Griffin
I Griffin (Family Guy) è una serie animata statunitense, ideata da Seth MacFarlane nel 1999 per Fox.
La famiglia protagonista del cartone è la dissacrante rappresentazione della tipica famiglia all'americana. Le loro vicende sono fuori dalla realtà, e spesso non seguono un senso logico, ma sono sempre dotate di una forte vena umoristica demenziale.
Il programma fu inizialmente chiuso nel 2003, ma è stato riproposto su altre reti come TBS e Adult Swim e in DVD, riscuotendo un consenso tanto ampio da indurre la Fox alla produzione di nuovi episodi nel 2005. Dalla serie sono derivati il film La storia segreta di Stewie Griffin del 2005, dei videogiochi, una trilogia parodia di Guerre stellari chiamata Ridi pure, ammasso di pelo! e lo spin-off, The Cleveland Show, del 2009, in cui il personaggio Cleveland Brown è stato protagonista di una serie tutta sua per 4 stagioni fino al 2013.
Nel 2024 la serie è stata rinnovata per la ventitreesima stagione, trasmessa in Italia dal 19 agosto 2025, appena un mese dopo la conclusione negli Stati Uniti.

## Trama
Il programma ruota attorno alle avventure di Peter Griffin e della sua famiglia, che risiede a Quahog, una cittadina immaginaria del Rhode Island. È un operaio incompetente, obeso e ottuso. Il suo comportamento, come quello di tutti i personaggi, tende ad essere particolarmente mutevole e diversificato a seconda delle esigenze dell’episodio: ad esempio non è raro vederlo cambiare la propria indole tipica di padre assente e alcolista in quella di severo e ingerente capofamiglia.
Sua moglie Lois è una casalinga e anche un'insegnante di pianoforte (anche se la si vede praticare quest'attività principalmente nelle prime stagioni). 
Come madre è piuttosto attenta, soprattutto verso Stewie, e come donna è molto bella e disinibita.
Tuttavia non sempre riesce a essere una buona consorte e mamma, questo soprattutto con la primogenita. La coppia ha tre figli: Meg, la tipica ragazza con problemi adolescenziali, prettamente legati all’aspetto e al vestiario, all’essere perennemente single ed esclusa, e infine a svariate difficoltà relazionali, nel mondo scolastico e privato; Chris, un ragazzo sovrappeso, ingenuo e mentalmente lento con la passione per il disegno e che si trova in piena tempesta ormonale, come attestano le numerosissime scene e gag incentrate sulle sue frequenti attività auto erotiche. Infine c’è l'intelligentissimo e prematuro neonato Stewie, un personaggio tra i più articolati della serie, le cui caratteristiche spaziano dal suo complesso per Lois (nelle stagioni iniziali è ossessionato dal volerla uccidere, ritenendola colpevole della prigionia della gravidanza, anche se poi questa indole scemerà sino ad essere accantonata), ai suoi piani di dominazione mondiale e il contestuale sviluppo di congegni e armi futuristiche. 
Insieme alla famiglia Griffin vive anche il cane antropomorfo Brian, il migliore amico di Peter (anche se nel corso della serie finirà per interagire molto più con Stewie) che viene rappresentato come un soggetto vanesio pieno di velleità artistiche e culturali. È fortemente incline alla depressione, il che lo porta ad abuso di sostanze alcoliche e talvolta stupefacenti. In più ha una grande e non corrisposta cotta per Lois, ad alimentarne l’afflizione. Sebbene, come si intende, sia molto umanizzato non mancano scenette comiche in cui emerge anche il suo lato canino (non ama essere sgridato, morde, odia e insegue gli scoiattoli, fa baccano con gli altri cani la notte)
Nel corso delle varie stagioni, i membri della famiglia Griffin si sono fatti molti amici: tra i tanti si possono menzionare Glenn Quagmire, Tom Tucker, il giornalista di Channel 5, i vicini di casa Joe e Bonnie Swanson, Joyce Kinney, giornalista sostituta di Diane Simmons, la nuova famiglia di Cleveland Brown, Jerome, l'ex fidanzato di Lois nonché il nuovo barista dell'Ostrica Ubriaca, e tanti altri.

## Episodi
| Stagione                 | Episodi | Prima TV USA | Prima TV Italia |
| ------------------------ | ------- | ------------ | --------------- |
| Prima stagione           | 7       | 1999         | 2000            |
| Seconda stagione         | 21      | 1999-2000    | 2001            |
| Terza stagione           | 22      | 2001-2003    | 2005-2006       |
| Quarta stagione          | 30      | 2005-2006    | 2006-2008       |
| Quinta stagione          | 18      | 2006-2007    | 2010            |
| Sesta stagione           | 12      | 2007-2008    | 2008-2010       |
| Settima stagione         | 16      | 2008-2009    | 2010            |
| Ottava stagione          | 21      | 2009-2010    | 2010-2012       |
| Nona stagione            | 18      | 2010-2011    | 2011            |
| Decima stagione          | 23      | 2011-2012    | 2012            |
| Undicesima stagione      | 22      | 2012-2013    | 2013-2015       |
| Dodicesima stagione      | 21      | 2013-2014    | 2014            |
| Tredicesima stagione     | 18      | 2014-2015    | 2015-2016       |
| Quattordicesima stagione | 20      | 2015-2016    | 2016-2017       |
| Quindicesima stagione    | 20      | 2016-2017    | 2017            |
| Sedicesima stagione      | 20      | 2017-2018    | 2018-2019       |
| Diciassettesima stagione | 20      | 2018-2019    | 2019-2020       |
| Diciottesima stagione    | 20      | 2019-2020    | 2020-2022       |
| Diciannovesima stagione  | 20      | 2020-2021    | 2021-2022       |
| Ventesima stagione       | 20      | 2021-2022    | 2022-2023       |
| Ventunesima stagione     | 20      | 2022-2023    | 2023-2024       |
| Ventiduesima stagione    | 15      | 2023-2024    | 2024-2025       |
| Ventitreesima stagione   | 18 (+2) | 2024-2025    | 2024-2025       |

## Personaggi ricorrenti
- Glenn Quagmire, voce originale di Seth MacFarlane, italiana di Enrico Di Troia.
Vicino di casa dei Griffin e amico di Peter. Pervertito sessuale ed erotomane, è un pilota di aerei di linea. Nella nona stagione egli scoprirà di avere origini orientali. In punti avanzati della serie Glenn affronta una problematica situazione (dai risvolti ovviamente esilaranti per gli spettatori) riguardante il padre, ex eroe di guerra, che deciderà di cambiare sesso chiamandosi Ida.
- Joe Swanson, voce originale di Patrick Warburton, italiana di Edoardo Nordio.
Vicino di casa, marito di Bonnie Swanson, poliziotto paraplegico, amico di Peter. Gli Swanson debuttano nella serie durante l'episodio Eroe non per caso, insito nella prima stagione, in veste di nuovi vicini di casa dei Griffin. Nell'episodio Andicappati e ritorno della terza stagione, Joe vince le Olimpiadi per disabili grazie a Peter che gli mette degli steroidi nell'acqua. Durante la serie, Joe riuscirà momentaneamente a riacquistare l'uso degli arti inferiori.
- Cleveland Brown, voce originale di Mike Henry (st. 1-19) e Arif Zahir (st. 20+), italiana di Luciano Marchitiello (st. 1-10), Renato Cecchetto (st. 11-19) ed Emidio La Vella[2] (st. 20+)
Vicino di casa, ex marito di Loretta Brown, di indole mite e altruista. Divorzia dalla moglie Loretta durante l'episodio Amicizia tradita della quarta stagione, quando Loretta tradisce Cleveland con Quagmire. È inoltre il gestore di una tavola calda. Dal 27 settembre 2009 al 19 maggio 2013, Fox ha trasmesso uno spin-off della serie intitolato The Cleveland Show in cui è il protagonista: in questa serie Cleveland torna a vivere nella sua città natale, Stoolbend in Virginia, assieme al figlio Cleveland Brown Jr. (che, dopo il divorzio dei genitori, ha scelto di vivere con il padre), lasciando il Rhode Island e la sua ex moglie Loretta per vivere con un'altra famiglia, composta da Donna (una sua compagna di liceo), Roberta e Rallo Tubbs. A seguito della cancellazione dello spin-off, avvenuta dopo quattro stagioni, il personaggio torna nella serie madre al termine della dodicesima stagione, e quindi Cleveland riprende a vivere a Quahog nella sua vecchia casa, con tutta la sua nuova famiglia, i cui membri diventano i nuovi vicini dei Griffin.

### Personaggi secondari
- Bonnie Swanson, voce originale di Jennifer Tilly, italiana di Renata Biserni.
Vicina di casa, moglie di Joe Swanson, amica di Lois.
- Kevin Swanson, voce originale di Seth MacFarlane (st. 1-5) e Scott Grimes (st. 10+), italiana di Marco Baroni (st. 1-5) e Daniele Giuliani (st. 10+).
Vicino di casa, figlio di Joe e Bonnie Swanson. Kevin subisce spesso il corteggiamento di Meg. Inizialmente, durante l'episodio Oggi spopolo, domani chissà, si viene a sapere che è morto in Iraq; poi, però, ricompare nell'episodio Il giorno del Ringraziamento, nel quale si scopre che aveva in realtà disertato.
- Susie Swanson, voce originale di Patrick Stewart.
Vicina di casa, figlia di Joe e Bonnie Swanson. Nasce nell'episodio della settima serie intitolato I soliti idioti dalla gravidanza durata sette anni di Bonnie: in questo episodio Stewie si innamora di lei. Il pubblico spesso riesce a sentire i pensieri della neonata, la quale, pur non essendo ancora in grado di parlare, formula i suoi pensieri con una scioccante e divertente voce maschile.
- Cleveland Brown jr, voce originale di Mike Henry (st. 1-4) e Kevin Michael Richardson (st. 8+), italiana di Davide Perino.
Figlio di Cleveland e Loretta Brown, riesce in qualsiasi cosa gli venga in mente di fare, ma sfortunatamente non coltiva le passioni e abbandona qualsiasi attività dopo poco tempo, si suppone a causa di sindrome da deficit di attenzione. Nell'episodio Un padre in affitto della seconda stagione, Cleveland jr scopre di avere un gran talento per il golf e si fa adottare da Peter con l'intento di diventare un campione. In seguito al divorzio dei genitori sceglierà di vivere con suo padre trasferendosi con lui in un'altra città. Con il passaggio allo spin-off The Cleveland Show, il personaggio (che nei Griffin, comparendo in pochi episodi, ha un ruolo assai marginale) cambierà radicalmente sia nel carattere sia nella fisionomia, trasformandosi da bambino magro e iperattivo a un ragazzo obeso con gli occhiali, molto dolce anche se un po' ingenuo, il quale rivela persino un lato geniale. Si farà chiamare semplicemente Junior.
- Loretta Brown, voce originale di Alex Borstein, italiana di Irene Di Valmo.
Vicina di casa, ex-moglie di Cleveland Brown e madre di Cleveland Jr. Stanca di vivere con Cleveland, secondo lei poco stimolante, lo tradisce con Quagmire nell'episodio Amicizia tradita, durante la quarta stagione. Dopo il divorzio da Cleveland e il trasferimento di questo e del figlio Junior, vivrà da sola nella casa con cui aveva vissuto assieme a loro due fino a che non morirà a causa di un incidente domestico causato da Peter. In seguito alla sua morte tutti i suoi beni andranno al figlio Junior.
- Carter Pewterschmidt, voce originale di Seth MacFarlane, italiana di Pieraldo Ferrante (st. 3) e Giuliano Santi (st. 2, 4+).
Ricco imprenditore, padre di Lois, odia Peter. Incarna lo stereotipo del capitalista e del conservatore. Spesso mostra spiccati atteggiamenti antisemiti.
- Tom Tucker, voce originale di Seth MacFarlane, italiana di Teo Bellia.
Mediocre e vanitoso giornalista di Channel 5, ex collega di Diane Simmons e collega attuale di Joyce Kinney.
- Joyce Kinney, voce originale di Christine Lakin, italiana di Ilaria Latini.
Simpatica, affascinante e carismatica giornalista di Channel 5.
- Adam West, voce originale di Adam West, italiana di Michele Kalamera e Nicola Marcucci (st. 15x15-20, st. 18x17).
Sindaco di Quahog, psicotico e visionario, è sposato con Carol, la sorella di Lois; in passato ha avuto anche una breve relazione con Meg.
- Mort Goldman, voce originale di John G. Brennan, italiana di Ambrogio Colombo.
Farmacista di Quahog, di religione ebraica. È spesso oggetto della satira antiebraica condotta dai personaggi della serie.
- Vinny Griffin, voce originale di Tony Sirico, italiana di Pasquale Anselmo (st. 12) e Gabriele Lopez (st. 15).
Cane italo-americano, viene adottato dai Griffin dopo la morte di Brian, divenendo così per breve tempo il loro nuovo cane. Avrà un ruolo fondamentale nel permettere a Stewie di poter tornare indietro nel tempo e salvare Brian, pur sapendo che così facendo, lui non avrà mai incontrato i Griffin.

## Produzione

### Ideazione e sviluppo

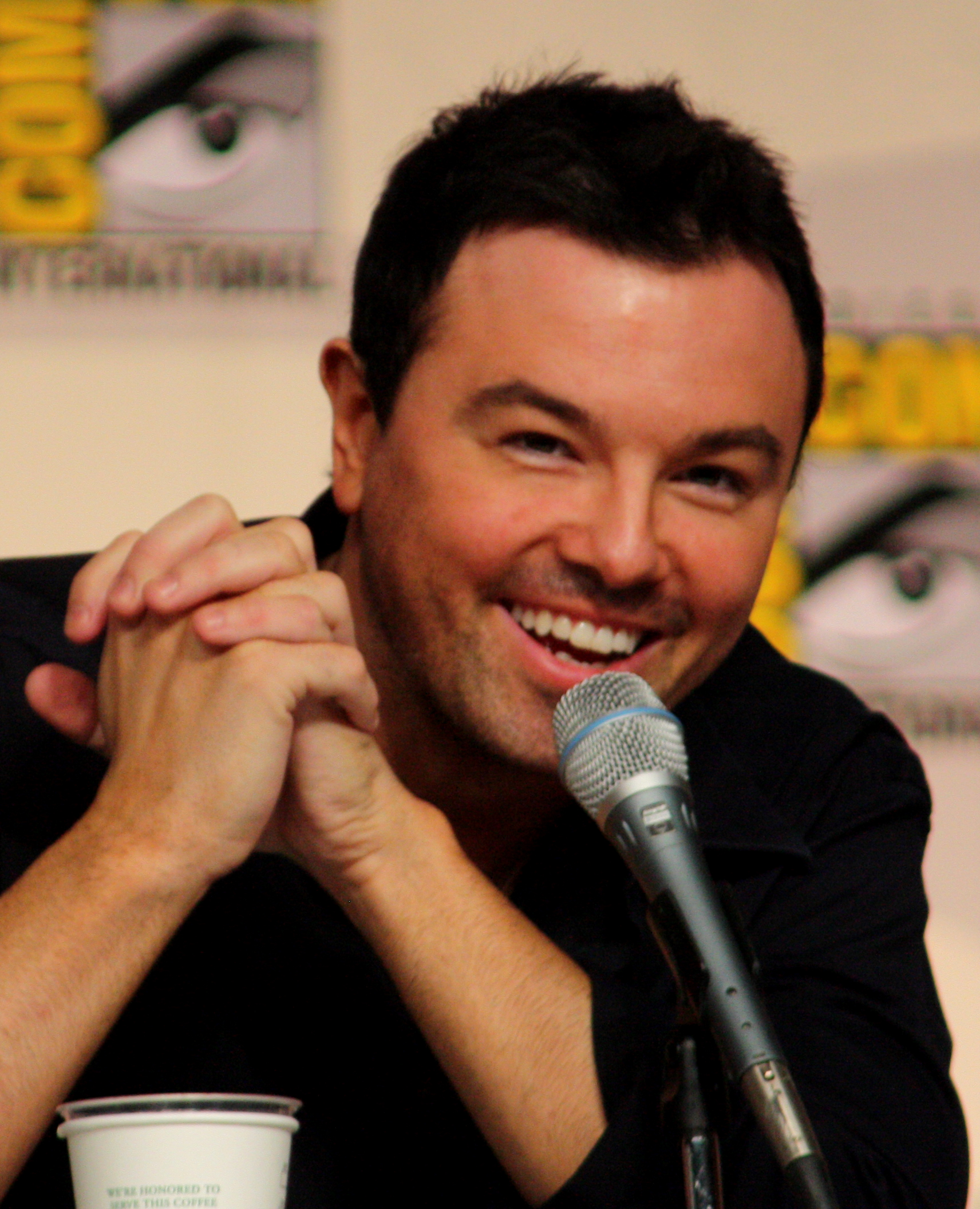
Seth MacFarlane, creatore e doppiatore di numerosi personaggi.

Seth MacFarlane ha concepito I Griffin nel 1995 mentre studiava animazione alla Rhode Island School of Design. Durante il college per la sua tesi ha creato un cortometraggio intitolato The Life of Larry, che è stato presentato dal suo professore alla Hanna-Barbera, portandolo ad essere assunto dalla società. Nel 1996 MacFarlane ha creato un sequel del corto intitolato Larry and Steve, che presentava un uomo di mezza età di nome Larry e un cane intellettuale chiamato Steve; il cortometraggio è stato trasmesso nel 1997 come parte del World Première Toons di Cartoon Network.
I dirigenti della Fox hanno visto i cortometraggi di Larry e hanno incaricato MacFarlane di creare una serie, intitolata I Griffin, basata sui personaggi. Fox propose a MacFarlane di completare un cortometraggio di 15 minuti, offrendogli un budget di 50.000 dollari. Diversi aspetti dei Griffin sono stati ispirati dai cortometraggi di Larry. Mentre MacFarlane lavorava alla serie, i personaggi di Larry e del suo cane Steve si sono lentamente evoluti in Peter e Brian. Inoltre ha tratto ispirazione dalle sitcom come I Simpson e Arcibaldo e dai cartoni del sabato mattina degli anni '80 che guardava da bambino come Fonzie e la Happy Days Gang e Rubik, the Amazing Cube.
La famiglia Griffin è apparsa per la prima volta nella demo che MacFarlane ha presentato alla Fox il 15 maggio 1998. I Griffin era originariamente previsto per iniziare come serie di cortometraggi per MADtv, tuttavia il budget di MADtv non era abbastanza consistente per supportare la produzione animata. MacFarlane ha proposto la serie alla Fox poiché pensava che fosse "il posto giusto per creare un programma animato in prima serata". Inoltre è stato proposto nello stesso anno di King of the Hill nel 1997, tuttavia non è stato acquistato fino a anni dopo, quando King of the Hill ha avuto successo. Fox ha commissionato la produzione di una mezza stagione di 13 episodi dei Griffin, in seguito alla presentazione di un episodio pilota di 14 minuti ai dirigenti del network.
I Griffin ha iniziato ufficialmente la sua trasmissione il 31 gennaio 1999, dopo il Super Bowl XXXIII, con l'episodio Soldi dal cielo. La serie ha debuttato con 22 milioni di spettatori e ha immediatamente generato polemiche per quanto riguarda i suoi contenuti per adulti. Quindi è tornato l'11 aprile 1999, mandando in onda i sei episodi rimanenti. Durante la sua trasmissione, I Griffin ha ottenuto buoni ascolti nella fascia oraria domenicale delle 20:30, in programma tra I Simpson e X-Files. Con la conclusione della prima stagione, la serie si è classificata al n. 33 nelle classifiche Nielsen, con 12,8 milioni di famiglie sintonizzate. La seconda stagione ha iniziato la messa in onda in una nuova fascia oraria, giovedì alle 21:00, il 23 settembre 1999. La sua posizione nella programmazione, che includeva Frasier della NBC, ha portato ad un drastico calo di ascolti. Successivamente, la Fox ha rimosso I Griffin dal palinsesto e ha iniziato a trasmettere episodi in modo irregolare. La serie è tornata di nuovo il 7 marzo 2000, alle 20:30 di martedì, dove è stato costantemente battuto nelle classifiche dall'allora nuovo successo Who Wants to Be a Millionaire della ABC, arrivando al n. 114 nelle classifiche Nielsen con 6,32 milioni di famiglie sintonizzate. Fox ha annunciato la cancellazione dei Griffin nel maggio 2000 alla fine della seconda stagione; tuttavia, dopo una decisione dell'ultimo minuto, il network ha ordinato una terza stagione di 13 episodi il 24 luglio 2000.
La serie è tornata l'8 novembre 2001, ancora una volta in una fascia oraria difficile: giovedì sera alle 20:00. Il nuovo palinsesto l'ha messo in competizione con Survivor e Friends (una situazione a cui in seguito si è fatto riferimento in La storia segreta di Stewie Griffin). Durante la sua seconda e terza stagione, Fox ha spesso spostato I Griffin in giorni e fasce orarie diverse con poco o nessun preavviso e di conseguenza gli ascolti ne hanno risentito. Alla presentazione della line-up autunnale di Fox nel 2002, la serie è stata assente. Poco dopo, il network ha annunciato ufficialmente la cancellazione.

### Sforzi di revival
La notizia della cancellazione da parte della FOX dei Griffin fu recepita negativamente dai fan, che tentarono di convincere la rete a riesumare il cartone. Fu lanciata una petizione via internet, che in poche settimane raccolse 10 000 firme, con la minaccia di boicottaggio della rete Fox e dei prodotti pubblicizzati dall'emittente.
Ma tutto questo, insieme a moltissime lettere scritte ai dirigenti Fox e alle proteste e i blocchi stradali, fu inutile. Nel 2003, repliche della serie trovarono ospitalità permanente su Adult Swim. La serie riscosse ulteriore successo in DVD: fu divisa in due volumi, e del DVD relativo alla prima stagione furono vendute 2,2 milioni di copie. L'eccezionale e senza precedenti successo dei DVD alimentò voci che volevano la FOX interessata a riprendere la serie.
Il 26 marzo 2004, la FOX annunciò ufficialmente che avrebbe prodotto nuovi episodi dei Griffin, i quali sarebbero stati pronti per il 2005. Seth MacFarlane commentò la notizia dicendo: «Sono incredibilmente emozionato per il ritorno dei Griffin. Ora tutti quei ragazzini mezzi matti che mi inseguono perché vogliono rivedere lo show la finiranno di infastidirmi e si dedicheranno a cose più importanti [...] come salvare Coupling». La quarta stagione iniziò il 1º maggio 2005.

### Sequenza iniziale
La sigla è stata composta da Walter Murphy. L'inizio della sigla, quando Peter e Lois cantano al pianoforte di famiglia, è la parodia del tema di apertura della sitcom Arcibaldo (All in the Family). La canzone, proseguendo, trasporta i membri della famiglia dal soggiorno a uno spettacolo di varietà nel quale, scimmiottando i The Rockettes, i Griffin ballano in sfavillanti completi. A partire dalla nona stagione i ballerini vengono sostituiti dai personaggi secondari della serie. La versione italiana, a causa del diverso titolo dato al cartoon, non è molto fedele al testo originale, il quale si basa soprattutto sul titolo in inglese. A partire dalla stagione 19, nella versione italiana della sequenza d'apertura, nella battuta di Stewie "più out che in" viene ripristinata la voce di Stewie, rispetto alle prime 18 stagioni dove erroneamente aveva la voce di Chris.

### Crossover
I personaggi dei Griffin hanno più volte interagito con personaggi di altre serie televisive d'animazione, in particolare, oltre alle opere dello stesso autore American Dad! e The Cleveland Show, con I Simpson o South Park, che rappresentano anch'esse una parodia dell'american way of life e delle più celebri sit-com statunitensi.
La serie è stata bersaglio di satira nei Simpson. Nell'episodio Il Bob italiano, due uomini appartenenti alle forze dell'ordine italiane sfogliano un catalogo di ricercati intitolato "I Criminali Americani". Dopo alcuni personaggi noti al pubblico per essere parte dei Simpson, appare anche la foto di Peter Griffin, sotto la quale campeggia l'accusa (in italiano maccheronico) di «plagiarismo» (plagio), e Stan Smith, protagonista della serie American Dad, accusato di «plagiarismo di plagiarismo». Nell'episodio Missionario impossibile, la rappresentante di un'emittente tv dice in diretta «se non volete che programmi grossolani spariscano dalla televisione allora fate la vostra donazione». Contemporaneamente la donna indica il logo de "I Griffin". In un'altra occasione (La Paura fa Novanta XIII), Homer abbandona i suoi innumerevoli cloni in un campo di grano, ma distrattamente lascia anche l'amaca magica con la quale si era sdoppiato lasciando che i cloni si sdoppino a loro volta. Il risultato è un esercito di cloni assomiglianti a Homer Simpson (alcuni dei quali più grassi, più magri, con gli occhiali, senza faccia) tra i quali si vede chiaramente Peter Griffin. 
Anche I Griffin, in risposta, hanno presentato varie gag e canzonature sui Simpson, come nell'episodio 9ACX05 La grande avventura, dove i protagonisti e altri personaggi ricorrenti del noto cartone appaiono come giuria in un tribunale della Georgia, mentre nell'episodio 6ACX13 Peter si è fatto un nuovo amico il sindaco Adam West e una folla inferocita dicono a Homer Simpson di sparire perché non fa più ridere, e questi reagisce con la sua celebre esclamazione, D'oh!. Matt Groening ha comunque voluto precisare che non c'è nessuna faida dietro le quinte, e che la rivalità tra le due serie è una "rivalità affettuosa". Il 28 settembre 2014 (ep. 232, 13x01) è andato in onda un episodio speciale, crossover con I Simpson, di 43 minuti intitolato E alla fine si incontrano (The Simpson Guy). In questa occasione le due famiglie si incontrano, mostrando uno Stewie che idolatra Bart, una Meg sempre più insicura aiutata da una Lisa psicologa, un Peter che sembra aver trovato la sua mimesi perfetta in Homer e infine Marge, Lois, Chris e Brian che fanno da "contorno". 
Peter e la sua famiglia vengono citati anche in Futurama, creato da Matt Groening, lo stesso autore dei Simpson, ma stavolta in un contesto non negativo: nel primo lungometraggio, Il colpo grosso di Bender, Fry possiede un calendario dodecennale dei Griffin.
Anche South Park ha voluto rendere omaggio a I Griffin. Nella puntata Cartoon Wars (Episodio 03 e 04 della decima stagione), si annuncia che i Griffin avrebbero mandato in onda un'immagine di Maometto. Ovviamente questo porta la serie animata al centro di una feroce polemica, fino ad attirarsi una puntuale critica persino da Osama Bin Laden, che ribadisce ciò che afferma Eric Cartman: i Griffin non sarebbero "satira", dal momento che «l'elemento comico è inserito nelle scenette, e non fa parte del plot».
Peter e Lois fanno inoltre capolino (con la testa fuori dall'inquadratura) nella serie televisiva animata Drawn Together nell'episodio La limonata per la lotta all'AIDS, in cui fanno un'offerta a Wooldoor Sockbat in quanto vedendolo seduto su un marciapiede con un bicchiere in mano credono che stia elemosinando.
La serie viene citata anche in Robot Chicken. Nell'episodio Suck It, Peter viene mostrato come un giudice del blocco televisivo Adult Swim durante una parodia del processo del Generale Zod in Superman, nel tentativo di cancellare Robot Chicken. In Help Me, i creatori Seth Green e Matthew Senreich chiedono lavoro a Seth MacFarlane dopo che la loro serie è stata cancellata. Tuttavia viene rivelato che in realtà è stata rinnovata nello stile delle gag di intermezzo dei Griffin e continuando attraverso altri sketch. Nell'episodio Immortale, Peter viene mostrato come una creatura dello zoo dei mostri. Anche I Griffin ha citato Robot Chicken durante il corso della serie. Verso la fine di Blue Harvest, Peter e Chris hanno un dibattito sul programma, che in precedenza aveva parodiato Guerre Stellari. Peter afferma che non è un vero programma televisivo poiché è su Cartoon Network, mentre Chris cerca di difendere la serie. L'argomento viene ripreso nel seguito Something, Something, Something, Dark Side. In It's a Trap!, l'Imperatore Palpatine e Dart Fener criticano la carriera di Seth Green mentre cercano di portare Luke Skywalker nel lato oscuro della Forza. Nell'episodio Viaggio nel multiuniverso, Stewie e Brian si recano nell'universo di Robot Chicken, con Stewie che scherza sul fatto che la serie sia su Cartoon Network, chiedendo alle versioni Robot Chicken di Peter e Chris come ci si sente ad essere su una rete importante come la Fox e facendo innervosire Chris. In Come ti vinco un Emmy, Peter ricalca la differenza tra Mr. Robot e Robot Chicken. Nell'episodio In sala di incisione, quando il vero cast interrompe la famiglia Griffin durante la registrazione di un commento per il DVD, Chris fa i complimenti a Seth Green per Robot Chicken. In Blue Harvest, l'allenatore di calcio Coach McGuirk della serie animata Home Movies viene mostrato nella scena della cantina mentre beve con la scimmia cattiva.
Oltre alle interazioni con altre serie animate, la famiglia Griffin è apparsa anche nel telefilm Bones: all'interno 25º episodio della quarta stagione è avvenuto un particolare incontro tra Stewie Griffin e Seeley Booth, il quale ha delle potenti allucinazioni dovute a un tumore al cervello e si ritrova più volte a conversare con il bambino.
L'apparizione inversa si è avuta invece nella puntata Road to the North Pole, 7º episodio della nona stagione, dove David Boreanaz appare a Stewie e Brian come l'amichevole "Aurora Boreanaz".

## Membri della produzione

### Produttori esecutivi
Il creatore Seth MacFarlane è stato produttore esecutivo durante l'intera trasmissione della serie. I primi produttori esecutivi furono David Zuckerman, Lolee Aries, David Pritchard e Mike Wolf. La serie ha avuto molti produttori esecutivi nella sua storia tra cui Daniel Palladino, Kara Vallow e Danny Smith. David A. Goodman è entrato a far parte dei Griffin come produttore co-esecutivo dalla terza stagione, diventando successivamente un produttore esecutivo. Alex Borstein, doppiatrice originale di Lois, ha lavorato come produttore esecutivo e supervisore alla produzione per la quarta e quinta stagione.

### Sceneggiatori

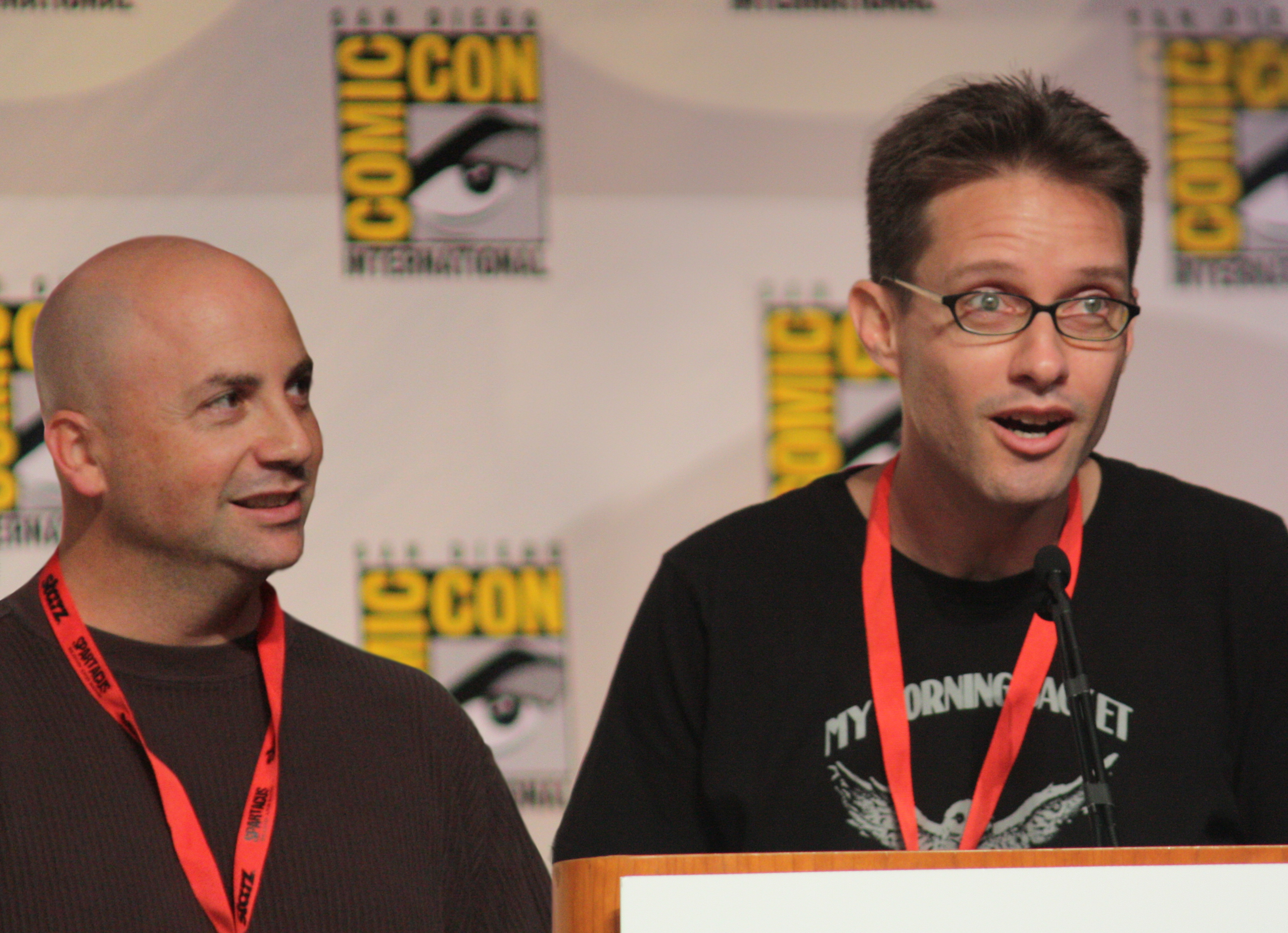
Matt Weitzman (a sinistra) e Mike Barker, ex scrittori dei Griffin. Entrambi hanno lasciato la serie per creare American Dad con Seth MacFarlane.

Il primo team di sceneggiatori riuniti per la serie era composto da Chris Sheridan, Danny Smith, Gary Janetti, Ricky Blitt, Neil Goldman e Garrett Donovan, Matt Weitzman e Mike Barker. Il processo di scrittura dei Griffin inizia generalmente con 14 scrittori che a turno scrivono le sceneggiature; quando uno script è finito viene fatto vedere agli altri scrittori per leggerlo. Questi script generalmente includono le gag di intermezzo. Molte gag vengono proposte a MacFarlane e al resto dello staff e quelle ritenute più divertenti vengono incluse nell'episodio preso in questione. MacFarlane ha spiegato che normalmente occorrono 10 mesi per produrre un episodio poiché la serie utilizza la tecnica dell'animazione tradizionale. La serie raramente commenta gli eventi più attuali proprio per questo motivo. Gli scrittori originali della serie non avevano mai sceneggiato una serie animata; infatti la maggior parte di questi provenivano da sit-com live-action.
In un'occasione, MacFarlane ha spiegato di essere un fan dei programmi radiofonici degli anni '30 e '40, in particolare l'antologia del thriller radiofonico Suspense, che l'ha portato alla creazione di episodi quali Soldi dal cielo (in originale: Death Has a Shadow) e Questione di denti (in originale: Mind Over Murder). MacFarlane ha poi spiegato che il team ha dovuto abbandonare queste convenzioni di denominazione dopo che dei singoli episodi sono diventati difficili da identificare, portando allo svanimento delle "novità". Durante i primi mesi della produzione della serie, gli scrittori hanno condiviso un unico ufficio, prestato loro dal gruppo di produzione della serie animata King of the Hill.
Steve Callaghan, che è stato accreditato in 19 episodi, è lo scrittore più prolifico dello staff dei Griffin. Molti degli scrittori che hanno abbandonato la serie hanno continuato a creare o produrre altre serie di successo. Neil Goldman e Garrett Donovan hanno co-scritto 13 episodi per la sitcom televisiva Scrubs - Medici ai primi ferri di NBC, durante una trasmissione di nove anni consecutivi, mentre servivano anche come co-produttori e stavano iniziando a intraprendere il lavoro di produttore esecutivo. Mike Barker e Matt Weitzman hanno lasciato la serie e hanno continuato a creare la serie animata American Dad!, di cui MacFarlane n'è il co-creatore. Il 4 novembre 2013 è stato annunciato che Barker si è ritirato da American Dad!, dopo 10 stagioni di servizio come produttore e co-showrunner della serie.
Durante lo Sciopero degli sceneggiatori della Writers Guild of America del 2007-2008, la produzione ufficiale della serie si è interrotta per la maggior parte di dicembre 2007 e per vari periodi successivi. La Fox ha continuato a produrre episodi senza l'approvazione finale di MacFarlane, il quale ha definito tale scelta "una colossale mossa da stronzi", durante un'intervista a Variety. Sebbene MacFarlane abbia rifiutato di lavorare nella serie, il suo contratto con Fox gli ha richiesto di contribuire a qualsiasi episodio che avrebbe successivamente prodotto. La produzione riprende ufficialmente dopo la fine dello sciopero, con gli episodi che riprendono regolarmente la loro trasmissione dal 17 febbraio 2008. Nel 2009, secondo MacFarlane, la realizzazione di un episodio dei Griffin costa circa 2 milioni di dollari.
Nel settembre 2017, durante il suo AMA su Reddit, MacFarlane ha rivelato di non aver più scritto alcun episodio della serie dal 2010, concentrandosi invece sulla produzione e sul doppiaggio.

## Distribuzione

### Trasmissione internazionale
| Paese           | Lingua     | Prima TV |
| --------------- | ---------- | --- |
| Argentina       | Spagnolo   | FOX |
| Australia       | Inglese    | Seven Network |
| Brasile         | Portoghese | FX, Rede Globo |
| Canada          | Inglese    | Global, City (2015 - in corso) |
| Repubblica Ceca | Ceco       | Prima Cool, Prima Comedy Central |
| Francia         | Francese   | Canal+, MCM, Netflix |
| Germania        | Tedesco    | ProSieben (ep. 1x1-7x16, 8x21, 9x4, 9x7-9x18, 13x1, 15x1-15x10), Puls 4 (ep. 8x1-8x20, 9x1-9x3, 9x5-9x6, 13x2-13x8, 13x13-13x18), ProSieben Fun (ep. 10x1-12x21, 13x9-13x12, 14x1-14x20, 15x11-15x20)                                                                                   |
| Israele         | Ebraico    | Yes Plus (st. 1-2), Yes Comedy (st. 3+) |
| Italia          | Italiano   | Italia 1 (ep. 1x1-2x21, 3x3, 3x6, 3x8, 3x22-7x16, 13x1-13x5, 13x7-14x12, 14x15-16x18, 17x3-17x18, 17x20+), Fox (ep. 3x1-3x2, 3x4-3x5, 3x7, 3x9-3x21), Fox Animation (ep. 8x21), Italia 2 (ep. 8x1- 8x20 9x1-11x7, 11x9-12x21, 14x13-14x14), Netflix (ep. 11x8, 13x6, 16x19-17x2, 17x19) |
| Paesi Bassi     | Olandese   | NET 5, Comedy Central |
| Nuova Zelanda   | Inglese    | TV3, C4, Four |
| Portogallo      | Portoghese | Fox, RTP2, SIC Radical |
| Spagna          | Spagnolo   | Fox |
| Stati Uniti     | Inglese    | Fox (ep. 1x1-3x21, 4x1-8x20, 9x1+), Adult Swim (ep. 3x22) |
| India           | Inglese    | Star World Première |
| Irlanda         | Inglese    | 3e |

### Edizioni home video
| Stagione                 | Episodi in America | Episodi in Europa | Episodi in Italia | Edizione originale | Edizione originale | Edizione italiana |
| Stagione                 | Episodi in America | Episodi in Europa | Episodi in Italia | Uscita in America  | Uscita in Europa   | Uscita in Italia  |
| ------------------------ | ------------------ | ----------------- | ----------------- | ------------------ | ------------------ | ----------------- |
| Prima stagione           | 28                 | 14                | 7                 | 15 aprile 2003     | 12 novembre 2001   | 28 marzo 2006     |
| Seconda stagione         | 28                 | 14                | 15                | 15 aprile 2003     | 12 novembre 2001   | 23 agosto 2006    |
| Seconda stagione         | 28                 | 15                | 15                | 15 aprile 2003     | 27 gennaio 2003    | 23 agosto 2006    |
| Terza stagione           | 22                 | 15                | 21                | 9 settembre 2003   | 27 gennaio 2003    | 21 novembre 2006  |
| Terza stagione           | 22                 | 21                | 21                | 9 settembre 2003   | 21 luglio 2003     | 21 novembre 2006  |
| Quarta stagione          | 13                 | 13                | 13                | 29 novembre 2005   | 24 aprile 2006     | 23 gennaio 2007   |
| Quarta stagione          | 14                 | 14                | 13                | 14 novembre 2006   | 30 ottobre 2006    | 23 gennaio 2007   |
| Quinta stagione          | 13                 | 13                | 14                | 18 settembre 2007  | 15 ottobre 2007    | 21 febbraio 2007  |
| Quinta stagione          | 12                 | 12                | 14                | 21 ottobre 2008    | 10 novembre 2008   | 21 febbraio 2007  |
| Sesta stagione           | 12                 | 12                | 13                | 21 ottobre 2008    | 10 novembre 2008   | 19 maggio 2009    |
| Sesta stagione           | 13                 | 13                | 13                | 16 giugno 2009     | 2 novembre 2009    | 19 maggio 2009    |
| Settima stagione         | 13                 | 13                | 12                | 16 giugno 2009     | 2 novembre 2009    | 8 luglio 2010     |
| Settima stagione         | 15                 | 15                | 12                | 15 giugno 2010     | 1º novembre 2010   | 8 luglio 2010     |
| Ottava stagione          | 15                 | 15                | 13                | 15 giugno 2010     | 1º novembre 2010   | 13 dicembre 2010  |
| Ottava stagione          | 14                 | 15                | 13                | 13 dicembre 2011   | 9 maggio 2011      | 13 dicembre 2010  |
| Nona stagione            | 14                 | 15                | 15                | 13 dicembre 2011   | 9 maggio 2011      | 9 maggio 2012     |
| Nona stagione            | 14                 | 14                | 15                | 25 settembre 2012  | 7 novembre 2011    | 9 maggio 2012     |
| Decima stagione          | 23                 | 23                | 15                | 24 settembre 2013  | 4 novembre 2013    | 5 dicembre 2012   |
| Undicesima stagione      | 22                 | 22                | 14                | 17 dicembre 2013   | 9 giugno 2014      | 17 ottobre 2013   |
| Dodicesima stagione      | 21                 | 21                | 23                | 9 dicembre 2014    | 10 novembre 2014   | 8 maggio 2014     |
| Tredicesima stagione     | 18                 | 18                | 22                | 8 dicembre 2015    | 16 novembre 2015   | 10 settembre 2015 |
| Quattordicesima stagione | 20                 | 20                | 21                | 6 dicembre 2016    | 7 novembre 2016    | 17 novembre 2016  |
| Quindicesima stagione    | 20                 | 20                | 18                | 7 novembre 2017    | 6 novembre 2017    | 7 giugno 2017     |
| Sedicesima stagione      | 20                 | TBA               | TBA               | 6 novembre 2018    | TBA                | 17 ottobre 2018   |

### Doppiaggio
| Personaggio            | Doppiatore originale                                    | Doppiatore italiano                                                                                                 |
| ---------------------- | ------------------------------------------------------- | --- |
| Peter Griffin          | Seth MacFarlane                                         | Mino Caprio |
| Lois Griffin           | Alex Borstein                                           | Antonella Rinaldi                                                                                                   |
| Meg Griffin            | Lacey Chabert (st. 1) Mila Kunis (st. 2+)               | Maura Cenciarelli                                                                                                   |
| Chris Griffin          | Seth Green                                              | Davide Lepore |
| Stewie Griffin         | Seth MacFarlane                                         | Nanni Baldini |
| Brian Griffin          | Seth MacFarlane                                         | Leslie La Penna |
| Glenn Quagmire         | Seth MacFarlane                                         | Enrico Di Troia |
| Joe Swanson            | Patrick Warburton                                       | Edoardo Nordio |
| Cleveland Brown        | Mike Henry (st. 1-19) Arif Zahir (st. 20+)              | Luciano Marchitiello (st. 1-11) Renato Cecchetto (st. 12-19) Emidio Lavella (st. 20+)                               |
| Cleveland Brown Jr.    | Mike Henry (1ª voce) Kevin Michael Richardson (2ª voce) | Davide Perino |
| Loretta Brown          | Alex Borstein                                           | Irene Di Valmo |
| Bonnie Swanson         | Jennifer Tilly                                          | Renata Biserni |
| Kevin Swanson          | Seth MacFarlane (st. 1-5) Scott Grimes (st. 10+)        | Marco Baroni (st. 1-5) Daniele Giuliani (st. 10+)                                                                   |
| Mort Goldman           | John G. Brennan                                         | Ambrogio Colombo |
| Neil Goldman           | Seth Green                                              | Francesco Meoni (st. 1-2, 4-9) Leonardo Graziano (st. 3) Davide Perino (st. 10+)                                    |
| Vinny Griffin          | Tony Sirico                                             | Pasquale Anselmo (12x06-7-8) Gabriele Lopez (ep.15.1)                                                               |
| Tom Tucker             | Seth MacFarlane                                         | Teo Bellia |
| Diane Simmons          | Lori Alan                                               | Francesca Guadagno                                                                                                  |
| Tricia Takanawa        | Alex Borstein                                           | Elisa Galletta (st.1-3) Antonella Alessandro (st.4+)                                                                |
| Sindaco Adam West      | Adam West                                               | Michele Kalamera (st. 1-ep. 15x14, st. 16-17) Nicola Marcucci (ep. 15x15-20, ep. 18x17)                             |
| Mr. Herbert            | Mike Henry                                              | Mario Milita (st. 1-9) Valerio Ruggeri (ep 4x25-26, st. 10-13) Vittorio Stagni (st.14-18) Piero di Blasio (st. 19+) |
| Carter Pewterschmidt   | Seth MacFarlane                                         | Pieraldo Ferrante (st. 1-3) Giuliano Santi (ep. 2x1, st. 4+)                                                        |
| Seamus                 | Seth MacFarlane                                         | Vincenzo Ferro (st.3-ep 15.13) Vittorio Stagni (ep. 15.14-st. 18) Piero di Blasio (st. 19+)                         |
| Dottor Hartman         | Seth MacFarlane                                         | Enzo Avolio (st.1-2, ep. 4.1-4.16) Daniele Valenti (st. 3) Nicola Marcucci (ep. 4.17+)                              |
| Connie D'Amico         | Lisa Wilhoit Fairuza Balk (ep. 2.14)                    | Emanuela Damasio (escluso ep. 2.14)                                                                                 |
| Consuela               | Mike Henry                                              | Gianluca Musiu |
| Angela                 | Carrie Fisher                                           | Paola Giannetti |
| Jillian Russell        | Drew Barrymore                                          | Francesca Manicone                                                                                                  |
| Ida Davis/Dan Quagmire | Seth MacFarlane                                         | Fabrizio Pucci |
| Jerome                 | Kevin Michael Richardson                                | Alessandro Rossi |
| Joyce Kinney           | Christine Lakin                                         | Ilaria Latini |
| Morte                  | Norm MacDonald (ep. 2x06) Adam Carolla (ep. 2.20+)      | Roberto Del Giudice (st.2-5) Oliviero Dinelli (st. 9+)                                                              |
| Dio                    | Seth MacFarlane                                         | Bruno Alessandro |
| Gesù                   | Seth MacFarlane (st. 1-6) Alec Sulkin (st. 7+)          | ?? (st. 1-6) Emiliano Coltorti (st. 7+)                                                                             |
| Horace West            | Johnny Brennan                                          | Vittorio Amandola (st.1-7)                                                                                          |
| Donna Tubbs            | Sanaa Lathan                                            | Antonella Alessandro                                                                                                |
| Carl (st.4+)           | H. Jon Benjamin                                         | Paolo Vivio |
| Carol Pewterschmidt    | Carol Kane (ep.3.11) Julie Hagerty (st. 9+)             | Gilberta Crispino (ep.3.11) Giò Giò Rapattoni (st. 9+)                                                              |

#### Staff del doppiaggio italiano
| Edizione italiana a cura di | - St. 1-3: Elena Sansonetti per Mediaset - St. 4-15: Ludovica Bonanome per Mediaset - St.16-18: Titti Mastrocinque per Mediaset - St.19+: Alberto Porto per Mediaset |
| Supervisione artistica      | Lavinia Fenu |
| Studio di doppiaggio        | Royfilm |
| Direzione del doppiaggio    | - St. 1-18: Loris Scaccianoce - St. 12: Loris Scaccianoce e Valentina Micciché - St.19: Leslie James La Penna |
| Dialoghi italiani           | - Giorgio Tausani - Manuela Marianetti - Ep. 1.9, 1.13: Silvia Pepitoni - Ep. 1.10: Maria Rita Ruffini - St. 4: Luigi Calabrò - Antonella Damigelli - Antonio Palumbo - Federica Cappellanti - St. 7 e 15: Luigi Rosa - St. 10: Antonio Palumbo - St. 18: Marco Bresciani, Giorgia Lucchi - St.19: Barbara Castracane, Rossella Acerbo, Giorgio Tausani |
| Versioni italiane canzoni   | Valerio Gallo Curcio (incise presso Set Up a Roma) |
| Post-produzione             | - St. 1-18: Massimo Baldasseroni per Mediaset - St. 19: Guido Venditti per Mediaset |

## Altri media

### TrilogiaRidi pure, ammasso di pelo!
Gli autori dei Griffin, essendo grandi fan della saga cinematografica di Guerre stellari, nel 2007 hanno realizzato un episodio speciale dal titolo Blue Harvest che è una parodia di Una nuova speranza. Dato che la 20th Century Fox è la casa di produzione sia di Guerre stellari sia dei Griffin, gli autori del cartone animato hanno avuto la possibilità di utilizzare i personaggi della saga con la collaborazione della LucasFilm. Visto il successo del primo film è stato deciso di proseguire con la saga, gli altri due capitoli della trilogia Ridi pure, ammasso di pelo! (Laugh It Up, Fuzzball!) sono Something, Something, Something, Dark Side (che corrisponde a L'impero colpisce ancora), realizzato nel 2009, e It's a Trap! (ovvero Il ritorno dello Jedi), del 2010.

### Videogiochi
Dalla serie sono stati tratti diversi videogiochi, tra cui Family Guy Video Game!, I Griffin: Ritorno al multiverso, e Family Guy: The Quest for Stuff.

### Spin-off
Nel 2009 Seth MacFarlane, Mike Henry e Richard Appel hanno creato lo spin-off The Cleveland Show. Il protagonista è Cleveland Brown che, dopo aver lasciato Quahog, si trasferisce con il figlio a Stoolbend in Virginia e inizia una nuova vita sposando Donna Tubbs. Terminata la serie animata, dalla dodicesima stagione Cleveland è tornato tra i personaggi dei Griffin.

## Riconoscimenti
La serie, nel corso degli anni, ha ottenuto diversi premi, tra cui:
- 3 Annie Award
- 4 Artios Award
- 1 ASCAP Award
- 1 Genesis Award
- 3 Gold Derby Award
- 7 Primetime Emmy Award
- 1 Saturn Award

Inoltre, tra le tante candidature ricevute, è stata nominata 1 volta ai Grammy Award e 24 volte ai Primetime Emmy Award.

## Controversie
Essendo un programma essenzialmente diretto a un pubblico adulto, I Griffin ha generato molte controversie per il suo approccio brusco su temi sensibili. Questa fu una delle ragioni primarie della sospensione iniziale. Molti episodi hanno un contenuto controverso, che in più casi è stato censurato, come ad esempio l’episodio Gesù, Giuseppe e Maria dell’undicesima stagione, per la quale trasmissione in fascia protetta, la Walt Disney Italia ha dovuto pagare una multa di più di €62.000, 2000 anni vergine della tredicesima stagione. Tra i temi di cui i Griffin si sono burlati ci sono la disabilità, la religione, il razzismo, il neonazismo, l'alcolismo, il terrorismo, il sesso, la pedofilia, i disturbi del comportamento alimentare, l’omofobia, la transfobia, il comunismo, l’aborto e tutta una serie di satire delle varie nazionalità per denunciare l'ignoranza diffusa dell'americano medio nei confronti del mondo esterno agli USA, come meridionali mafiosi, in canotta, bruni e pelosi, i francesi  omosessuali, i tedeschi  fortemente nazisti, gli ebrei avidi di denaro, i russi depressi comunisti alcolizzati, i cinesi sfruttatori e privi di carattere personale, i giapponesi pronti ad usare la katana e maniaci nell'evitare il disonore, i britannici fieri imperialisti monarchici, amanti dei cavalli e tutti abitanti in castelli e con i denti marci, i canadesi dei buonisti senza spina dorsale, i messicani  narcotrafficanti emigranti disposti ad ogni tipo di lavoro estenuante e fortemente cattolici, africani  morti di fame, gli arabi juhadisti tutti pronti a farsi saltare in aria in nome d i Allah.
In Italia, la trasmissione Striscia la notizia, in un servizio mandato in onda all'inizio del 2001 (a poca distanza dal delitto di Novi Ligure), affermava che un telefilm come I Griffin (in cui Stewie cerca di uccidere più volte la madre) poteva essere in qualche modo rischioso per i contenuti trasmessi e per il pubblico a cui era rivolto, tanto che Mediaset ne interruppe per un po' di tempo la programmazione.